# St. Cosmas und Damian (Dellmensingen)

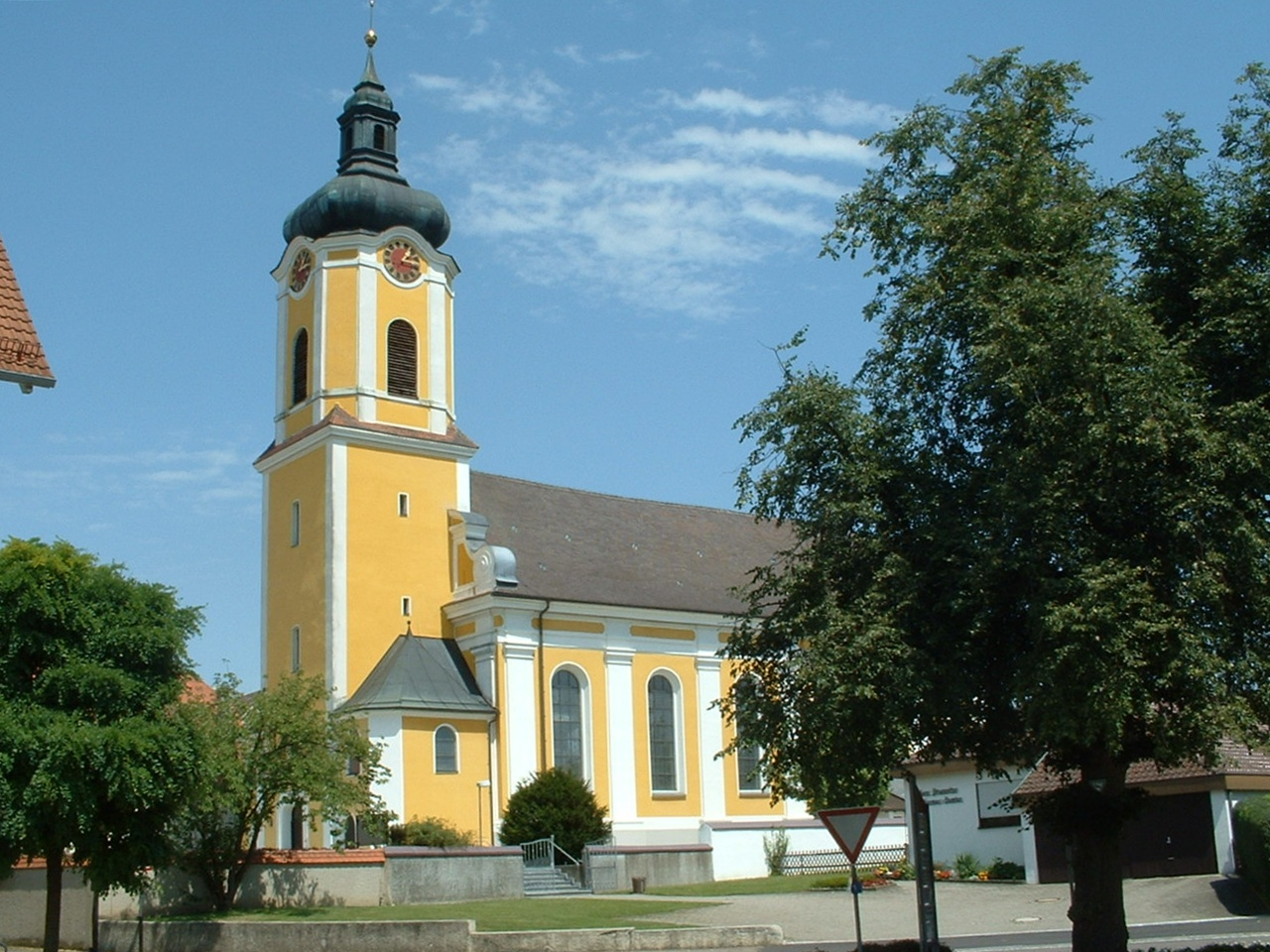
St. Cosmas und Damian in Dellmensingen

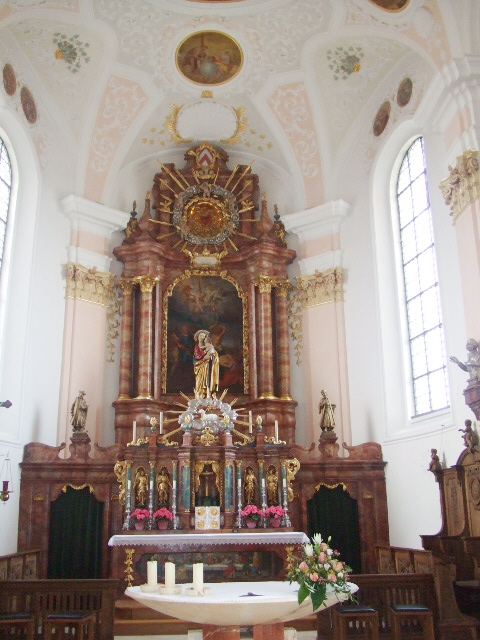
Hochaltar

Die römisch-katholische Pfarrkirche St. Cosmas und Damian steht in Dellmensingen, einem Gemeindeteil von Erbach im Alb-Donau-Kreis in Baden-Württemberg. Die Kirchengemeinde gehört zum Dekanat Ehingen-Ulm der Diözese Rottenburg-Stuttgart. Sie ist beim Landesamt für Denkmalpflege Baden-Württemberg als Baudenkmal eingetragen.

## Beschreibung
Die barocke Kreuzkirche wurde 1711/12 nach einem Entwurf von Christian Wiedemann anstelle des Vorgängerbaus errichtet. Sie besteht aus einem Langhaus und einem eingezogenen, halbrund geschlossenen Chor im Osten, zwischen denen sich das Querschiff befindet. Der Kirchturm, dessen untere Geschosse vom Vorgängerbau stammen, steht im Westen. Sein oberes achteckiges Geschoss beherbergt die Turmuhr und den Glockenstuhl. Darauf sitzt eine Zwiebelhaube, die von einer Laterne bekrönt wird. 
Zur Kirchenausstattung gehören der Hochaltar von 1744 und Statuen aus dem 18. Jahrhundert von der heiligen Anna, von Josef von Nazaret und von Wendelin, die Johann Baptist Hops zugeschrieben werden. Zur Neugestaltung des Innenraums des Chors mit Altar und Ambo wurde Rudolf Kurz engagiert. Die Kirche ist mit vielen Fresken der Kirchenpatrone ausgeschmückt. Die Orgel wurde 1982 von der Mengener Firma Gebrüder Späth errichtet.